# Sema Sari
Sema Sari, född 28 januari 1969 i Konya, Turkiet, är en svensk tidigare barnskådespelare. Hon spelade titelrollen i TV-serien Katitzi, som sändes första gången 1979–1980, och som sedan haft flera repriser. Sema Sari växte upp i Sollentuna.
Hon har i ungdomsåren (mellan 1985 och 1990) bytt namn och heter sedan dess något annat.

## Filmografi
- 1979–1980 – Katitzi (TV-serie)